# Conferència Constitucional de Guinea Equatorial de 1967
La Conferència Constitucional de Guinea Equatorial va ser acordada en desembre de 1966 pel Consell de Ministres espanyol. El 30 d'octubre de 1967 es va inaugurar aquesta Conferència a Madrid, presidida per Fernando María Castiella, ministre espanyol d'Afers exteriors; al capdavant de la delegació guineana es trobava Federico Ngomo Nandong.

## Antecedents
El 15 de desembre de 1963, el Govern espanyol va sotmetre a referèndum entre la població de la Guinea Espanyola un projecte de Bases sobre Autonomia, que va ser aprovat per majoria aclaparant. Aquests territoris van ser dotats d'autonomia, adoptant oficialment el nom de Guinea Equatorial. Encara que el comissionat general nomenat pel govern espanyol tenia amplis poders, l'Assemblea General de Guinea Equatorial tenia considerable iniciativa per formular lleis i regulacions. El seu primer i únic president va ser Bonifacio Ondó Edu.
En novembre de 1965, la IV Comissió de l'Assemblea de l'ONU, va aprovar una resolució en la qual demanava a Espanya que fixés la data per a la independència de Guinea Equatorial.

## Desenvolupament
Acabada la segona fase de la Conferència Constitucional (del 17 d'abril al 22 de juny de 1968), el producte d'aquesta, la Constitució de Guinea Equatorial de 1968, va ser publicada en el Butlletí Oficial de la Guinea Equatorial del 24 de juliol de 1968 i ratificada en referèndum popular realitzat l'11 d'agost sota la supervisió d'un equip d'observadors de les Nacions Unides.

## Delegacions de la Conferència Constitucional

### Delegació espanyola
La Conferència Constitucional encarregada de confeccionar la carta magna estava integrada per la Delegació del Govern espanyol i la Delegació de Guinea Equatorial. La primera estava integrada per:
- Fernando María Castiella, Ministre d'Afers exteriors, President de la Conferència Constitucional.
- Ramón Calmo Gómez, Sotssecretari de Política Exterior, Vicepresident de la Conferència Constitucional.
- José Díaz de Villegas, Director General de Places i Províncies Africanes, de la Presidència del Govern.
- Eduardo Junco Mendoza, de la Presidència del Govern.
- José Gómez Duran, de la Presidència del Govern,
- Francisco Ruiz Palú, de la Presidència del Govern.
- Alberto del Buey, de la Presidència del Govern.
- Gabriel Mañueco de Lecea, Director General d'Assumptes d'Àfrica i Món Àrab, del Ministeri d'Afers exteriors
- Marcelino Cabanas Rodríguez, Secretari General Tècnic del Ministeri de Justícia.
- José Jorreto Múgica, General Secretari General de l'Estat Major Central, del Ministeri de l'Exèrcit.
- Eduardo Vila Corpas, Capità de Corbeta, del Ministeri de Marina.
- Ángel Gregori Malet, Director General d'Assistència Tècnica Tributària, del Ministeri d'Hisenda.
- Dositeo Barreiro Mourenza, Cap de la Secció d'Afers Generals, de la Prefectura Central de Tràfic, del Ministeri de la Governació.
- Rodolfo Martín Villa, Director d'Indústria Tèxtil, Alimentària i Diversa, del Ministeri d'Indústria.
- Luis Gómez de Aranda, Secretari General Tècnic de la Secretaria General del Moviment.
- Joaquin Arnau Ruifernández, Coronel de l'Exèrcit de l'Aire, de la Sotssecretaria d'Aviació Civil, de l'Exèrcit de l'Aire.
- Leopoldo Zumalacárregui Calvo, Director General de Comerç Interior, del Ministeri de Comerç.
- Joaquín Juste Costino, Secretari General Tècnic del Ministeri d'Informació i Turisme.
- Juan Alvarez Corugedo, Gerent del Pla de Desenvolupament de la Guinea Equatorial, de la Comissaria del Pla de Desenvolupament.
- Manuel Blanque Tripiano, Tinent Coronel d'Infanteria, de l'Alt Estat Major.
- Gabriel Cañadas Nouvilas, Secretari General de la Conferència Constitucional.

### Delegació ecuatoguineana
La Delegació de Guinea Equatorial estava composta principalment per polítics presents en l'Assemblea General autonòmica, establerta en 1963 i per representants dels moviments independentistes. La Delegació estava integrada per:
- Federico Ngomo Nandong, President de l'Assemblea General.
- Enrique Gori Molubela, Vicepresident de l'Assemblea General.
- Antonio Ndongo, Diputat per Riu Muni.
- Miguel Edyand, Diputat per Riu Muni.
- Fernando Fernández Echegoyen, Diputat per Fernando Poo.
- Marcos Ropu, Diputat per Fernando Poo.
- Bonifacio Ondó Edu, President del Consell de Govern.
- Francisco Macías Nguema, Vicepresident del Consell de Govern.
- Antonio Cándido Nang, Conseller d'Ensenyament.
- Gustavo Watson, Conseller de Sanitat.
- Luis Maho, Conseller d'Informació i Turisme.
- Agustín Eñeso, Conseller d'Hisenda.
- Alfredo Jones, Conseller Nacional per Fernando Poo.
- Andrés Moisés Mba Ada, Conseller Nacional per Riu Muni.
- Edmundo Bossio Dioko, Procurador en Corts pel Grup de Caps de Família de Santa Isabel.
- Prudencio Bolopa, Procurador en Corts pel Grup de Caps de Família de Santa Isabel,
- José Nsue, Procurador en Corts pel Grup de Caps de Família de Riu Muni.
- Pedro Econ, Procurador en Corts pel Grup de Caps de Família de Riu Muni.
- Armando Climent, Representant del Col·legi d'Advocats de la Guinea Equatorial.
- Enrique San Cristóbal Borrat, Representant de la Cambra de comerç, Indústria i Navegació de Riu Muni.
- Adolfo Antuña, Representant de la Cambra de comerç, Indústria i Navegació de Fernando Poo.
- Clemente Ateba, Representant d'Idea Popular de Guinea Equatorial (IPGE).
- Antonio Eworo, Representant de IPGE.
- Martín Mbo Mguema, Representant de IPGE.
- Jovino Edu Mbuy, Representant de IPGE.
- Pastor Torao Sikara, Representant del Moviment Nacional d'Alliberament de la Guinea Equatorial (MONALIGE).
- Atanasio Ndongo, Representant del MONALIGE.
- Tomás A. King, Representant del MONALIGE.
- Ricardo Nvumba, Representant del MONALIGE.
- Francisco Salomé Jones, Representant del Moviment d'Unió Nacional de Guinea Equatorial, (MUNGE).
- Justino Mba Nsue, Representant del MUNGE.
- Esteban Nsue, Representant del MUNGE.
- Estanislao Kuba, Representant del MUNGE.
- Mariano Ganet, Representant de la Unió Bubi.
- Teófilo Bieveda, Representant de la Unió Bubi.
- Gaspar Copariate, Representant de la Unió Bubi.
- Francisco Douga Mendo, Representant de la Unió Bubi.
- Wilwaldo Jones, Representant de la Unió Democràtica.
- Carlos Cabrera, Representant de la Unió Democràtica.
- Manuel Naixement Ceita, Representant de la Unió Democràtica.
- Manuel Morgades Besari, Representant de la Unió Democràtica.
- Manuel Castillo Barril, Delegat a Madrid del Consell de Govern de la Guinea Equatorial.
- Vicente Castelló, Representant de l'Illa d'Annobón.
- Lucas Beholi, Representant de l'Illa de Corisco.
- Adolfo Bote Ebola, Representant del NDOWE.
- Felipe-Makongo Ndjoli Ngoho, Representant del NDOWE.
- Agustin Daniel Grange, Representant de la Minoria Fernandina.

## Propostes polítiques
Les parts implicades com a representants de Guinea Equatorial van mantenir al llarg de les sessions de la Conferència postures oposades sobre el model del nou Estat proposat. La majoria, excepte Unió Bubi (que sol·licitava que l'illa de Bioko seguís sota administració espanyola, o en defecte d'això, se li atorgués la independència per separat) coincidia en la territorialitat del país, encara que algunes veus, principalment des d'Idea Popular de Guinea Equatorial, havien defensat en el passat la federació o integració del territori en Camerun, país que era independent des de l'1 de gener de 1960.